# هایدن، استرالیا غربی
هایدن (به انگلیسی: Hyden) یک شهرک در استرالیا است که در استرالیای غربی واقع شده‌است.